# Eilema pentaspila
Eilema pentaspila là một loài bướm đêm thuộc phân họ Arctiinae, họ Erebidae.